# Olaf Meister

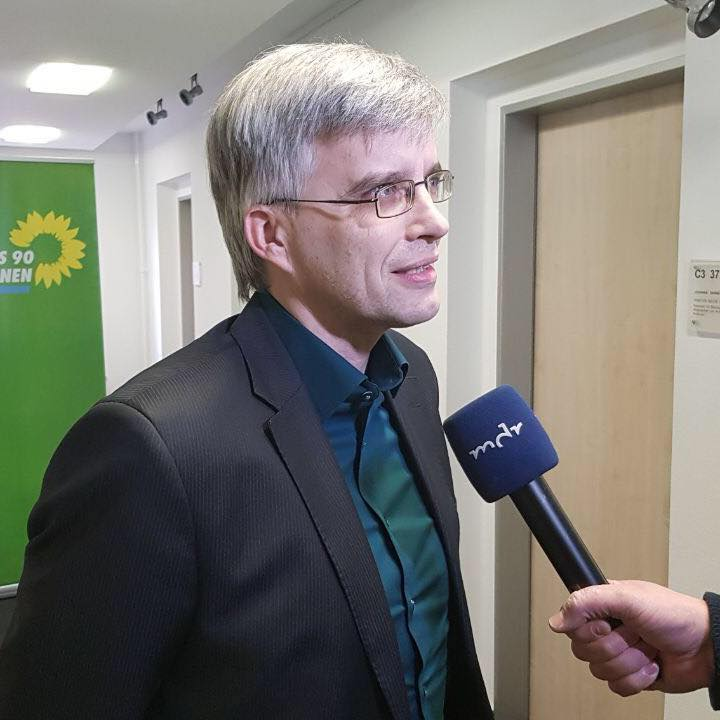
Olaf Meister (2018)

Olaf Meister (* 3. März 1971 in Magdeburg) ist ein deutscher Rechtsanwalt und Politiker (Bündnis 90/Die Grünen). Er ist seit 2013 Abgeordneter im Landtag von Sachsen-Anhalt.

## Leben und Beruf
Meister besuchte bis 1987 die Polytechnische Oberschule, wurde anschließend bis 1990 im VEB Vereinigung Elektromaschinenbau zum Elektromonteur ausgebildet und schloss die Berufsausbildung mit Abitur ab. Im Anschluss leistete er Zivildienst. 1991 nahm er ein Studium der Rechtswissenschaft an der Universität Kiel auf, das er 1996 mit dem Ersten Juristischen Staatsexamen abschloss. Nach dem juristischen Vorbereitungsdienst legte er 1998 das Zweite Staatsexamen ab. Seit 1999 ist er als niedergelassener Rechtsanwalt in Magdeburg tätig.
Olaf Meister ist verheiratet und hat zwei Kinder.

## Politik
Ab 1989 betätigte sich Meister im Neuen Forum (später Bündnis 90/Die Grünen). Von 2004 bis 2011 war er Vorsitzender des Kreisverbandes Magdeburg Bündnis 90/Die Grünen. In den Jahren 1999 bis 2004 und seit 2011 gehört er dem Stadtrat von Magdeburg an. Er war dort von 2014 bis 2019 Vorsitzender der Fraktion von Bündnis 90/Die Grünen. Seit 2019 ist er gemeinsam mit Madeleine Linke Co-Vorsitzender der Fraktion von Bündnis 90/Die Grünen und der Lokalpartei Future!.
Meister rückte am 23. September 2013 für den ausgeschiedenen Abgeordneten Christoph Erdmenger in den Landtag von Sachsen-Anhalt nach. Er wurde Sprecher für Wirtschaft, Haushalt und Kommunalpolitik in der Landtagsfraktion seiner Partei. Bei den Landtagswahlen 2016 und 2021 zog er jeweils über die Landesliste der Grünen erneut ins Parlament ein. Im Landtag ist er Mitglied des Ausschusses für Finanzen sowie des Ausschusses für Wirtschaft, Wissenschaft und Digitalisierung.

## Werke
- Ortssagen aus Westerhüsen und Umgebung, epubli Berlin 2019, ISBN 978-3-7485-7228-2